# قطعنامه ۱۸۲۰ شورای امنیت
قطعنامه ۱۸۲۰ شورای امنیت سازمان ملل متحد که در تاریخ ۱۹ ژوئن ۲۰۰۸ تصویب شد، سندی بین‌المللی دربارهٔ زنان و صلح و امنیت است. این قطعنامه طی نشست ۵۹۱۶ام با ۱۵ رای موافق، ۰ مخالف و ۰ ممتنع تصویب شد.